# Caligny
Caligny é uma comuna francesa na região administrativa da Normandia, no departamento Orne. Estende-se por uma área de 14,86 km². Em 2010 a comuna tinha 848 habitantes (densidade: 57,1 hab./km²).